# Tomorrow, In a Year
Tomorrow, In a Year is het vijfde album van het Zweedse electroduo The Knife. In feite is het een op Charles Darwin gebaseerde opera die The Knife maakte in opdracht en in samenwerking met het Deense productiehuis Hotel Pro Forma in 2009. De studioversie van de opera kwam op 28 januari 2010 uit onder The Knifes eigen label Rabid Records. Op het album vindt men ook samenwerkingen met de Duitse artiesten Mt. Sims en Planningtorock, beiden uit Berlijn.
De opera werd in vele Europese operagebouwen opgevoerd maar deed noch België, noch Nederland aan.

## Stijl
Tomorrow, In a Year is een echte stijlbreuk met het vroegere werk van The Knife. Dit kan verklaard worden door het feit dat het album een soundtrack is en dus beïnvloed is door operamuziek. Maar waarschijnlijk ligt de echte oorzaak bij het thema te zoeken. De opera en het album zijn gebaseerd op The Origin of Species, het meesterwerk van Charles Darwin. Olof Dreijer, de mannelijke helft van The Knife, ging terwijl zijn zus, Karin Dreijer Andersson, bezig was met haar soloproject Fever Ray, op ontdekking in het Amazoneregenwoud. Hij kwam terug met allerlei natuurgeluiden, zo kan men geregeld vogels horen.
Veel songs hebben niet echt een melodie en sommigen zijn erg chaotisch, iets wat men in het Engels als drone typeert. In de eerste single, The Colouring Of Pigeons, hoort men mezzo-sopraan Kristina Wahlin Momme, ook in andere nummers zoals Epochs wordt haar stem gebruikt. Verder zijn er bijdragen van de Deense actrice Laerke Winther Andersen en popartiest Johnathan Johansson. Voor het eerste in hun carrière maakt The Knife ook gebruik van strijkers, zoals in Annie's Box.

## Receptie
Het album, het eerste sinds het Silent Shout in 2006 werd met hoge verwachtingen ontvangen. Zeker na de release van de eerste single Colouring Of Pigeons. Tomorrow, In A Year bleek echter een vrij moeilijk album te zijn. Het duurt bovendien anderhalf uur (het is een dubbel-cd), en volgens critici zat er te weinig vaart in en was het té pretentieus. Het is dus niet echt toegankelijk voor het grote publiek. Toch zijn er ook positieve kritieken. Het is immers een erg kunstzinnig en ambitieus project. Bepaalde songs zoals Colouring Of Pigeons werden wel erg goed ontvangen, zo kreeg deze single bijna een maximumscore van Pitchfork Media.

## Nummers
| Nr. | Titel                  | Duur |
| --- | ---------------------- | ---- |
| 1.  | Intro                  | 4:32 |
| 2.  | Epochs                 | 5:43 |
| 3.  | Geology                | 4:25 |
| 4.  | Upheaved               | 3:04 |
| 5.  | Minerals               | 1:19 |
| 6.  | Ebb Tide Explorer      | 7:06 |
| 7.  | Variation of Birds     | 6:41 |
| 8.  | Letter to Henslow      | 2:02 |
| 9.  | Schoal Swarm Orchestra | 8:34 |

| Nr. | Titel                    | Duur  |
| --- | ------------------------ | ----- |
| 1.  | Annie's Box              | 4:29  |
| 2.  | Tumult                   | 3:29  |
| 3.  | Colouring of Pigeons     | 11:00 |
| 4.  | Seeds                    | 9:00  |
| 5.  | Tomorrow in a Year       | 12:19 |
| 6.  | The Height of Summer     | 3:48  |
| 7.  | Annie's Box (Alt. Vocal) | 4:52  |